# Оленеводство

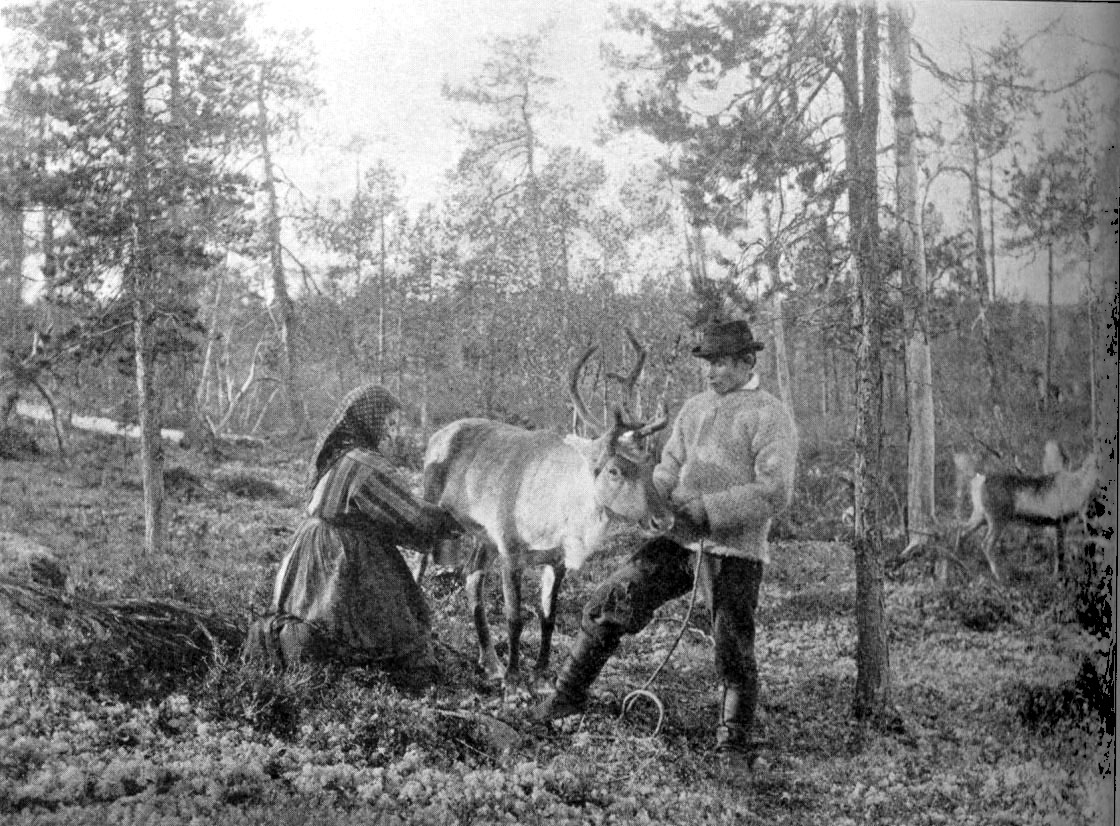
Доение северного оленя, конец XIX века. Сёр-Варангер, Северная Норвегия. Мужчина-квен и женщина — саамка-инари

Оленево́дство — отрасль животноводства, занимающаяся разведением и использованием северных оленей, а также благородного, пятнистого оленя и вапити с целью получения пантов, мяса и другой продукции.

## Общая характеристика и история оленеводства

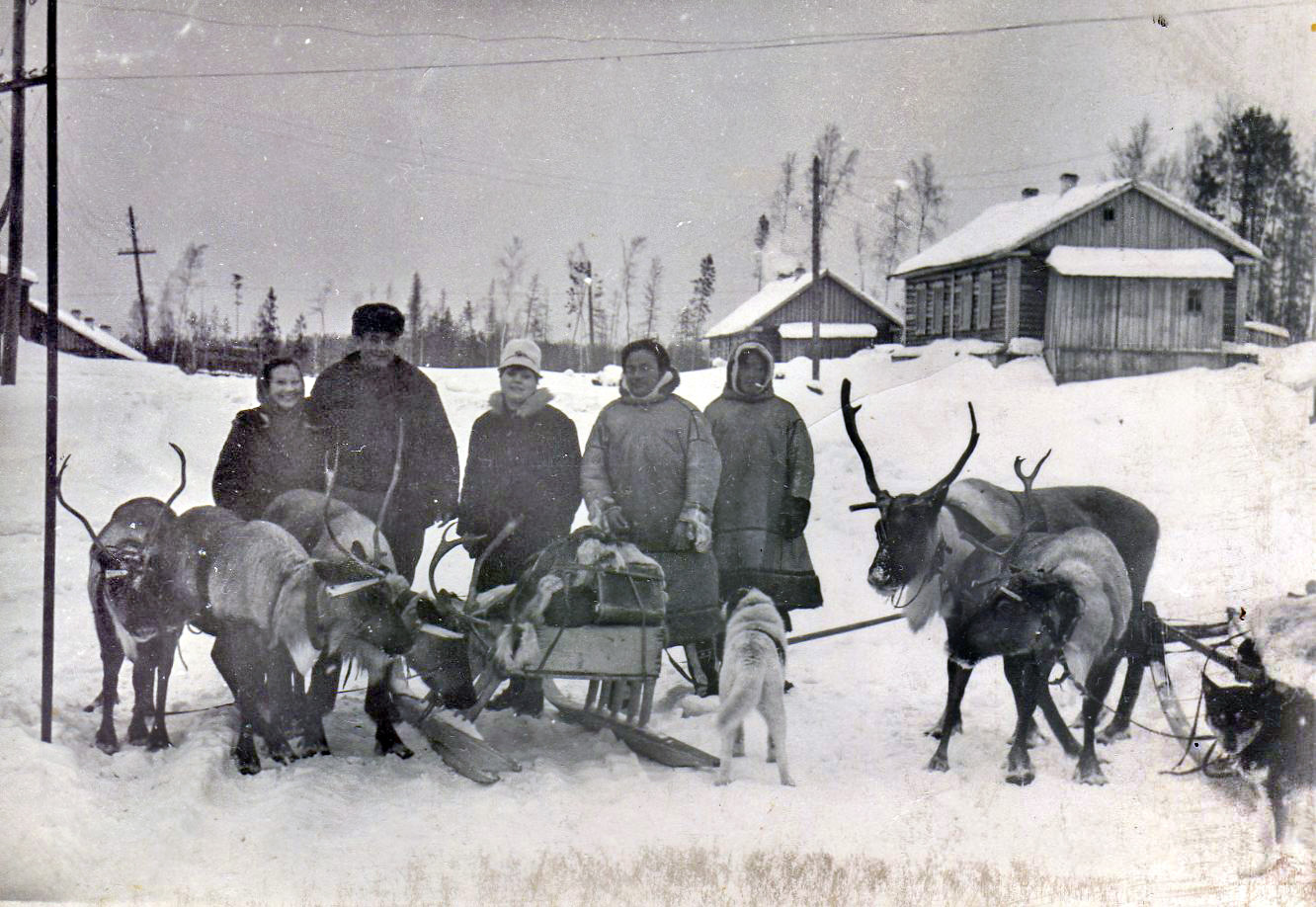
Оленья упряжка с грузом, 1965 г., Свердловская область

Согласно современным данным, олень был одомашнен в Скандинавии и в Сибири саамами, самодийцами и тунгусо-маньчжурскими народами на рубеже н. э.. Фольклорные традиции эвенков и эвенов, расшифровка сюжетов писаниц[чего?] Верхнего Приамурья свидетельствуют о приручении оленя предками северных тунгусо-маньчжуров не позднее 3 тыс. лет назад и освоении верхового оленеводства в пределах 2-2,5 тыс. лет назад. Представители тунгусо-маньчжурских народов ездили на оленях верхом, тогда как достигшие Арктики самодийцы в X веке создали оленьи сани и познакомили с оленеводством народы Крайнего Севера — от лапландцев в Европе до палеоазиатских народов в Восточной Сибири.
В наше время оленеводством занимаются многие народы Крайнего Севера, Сибири и Дальнего Востока России, в том числе якуты, долганы, коми, коряки, ненцы, саамы, тофалары, ханты, манси, эвенки, эвены, юкагиры, чукчи, энцы, нганасаны; в Финляндии оленеводством занимаются саамы (ранее также занимались квены).
Оленеводству свойственны высокая мобильность стада, которая связана с состоянием пастбищ и доступностью кормов. Олени могут выпасаться в северной тайге, лесотундре и тундре. Соответственно, оленеводство может быть лесным, тундровым и межзональным. В последнем случае летом стада выпасают в тундре, а на зимний период перегоняют в лесотундру и северную тайгу. Каждое стадо окарауливает бригада или семья оленеводов, имеющих мобильное жильё: чум, палатку, ярангу. Основные задачи оленеводов — защита животных от многочисленных хищников и своевременная смена пастбищных участков. Кочевание стад оленей проводится по заранее оговорённым маршрутам, как правило, постоянным в течение длительного времени. В лесной зоне олени могут в летне-осенний период выпасаться вольно. Осенью всех животных сгоняют в специальные загоны — корали — для подсчёта, маркировки молодняка, ветеринарных обработок и выбраковки отдельных особей. Северные олени могут быть забиты прямо посреди стада, так как их сородичей это не пугает. В наше время для подгона оленей нередко применяются снегоходы, но ненцы и эвенки традиционно используют оленей как транспортных животных.
Поскольку северные олени переносят природно-климатические условия, при которых другие домашние животные, как правило, не выживают, то в XX веке одомашненные животные были завезены в Гренландию, в Канаду и на Аляску. Находящиеся там коренные народы хоть и издавна охотились на них, но никогда не приручали. Маленькие стада северных оленей были также завезены на субантарктические острова Южная Георгия и Кергелен, где их содержат главным образом исследователи.

## Оленеводство в России

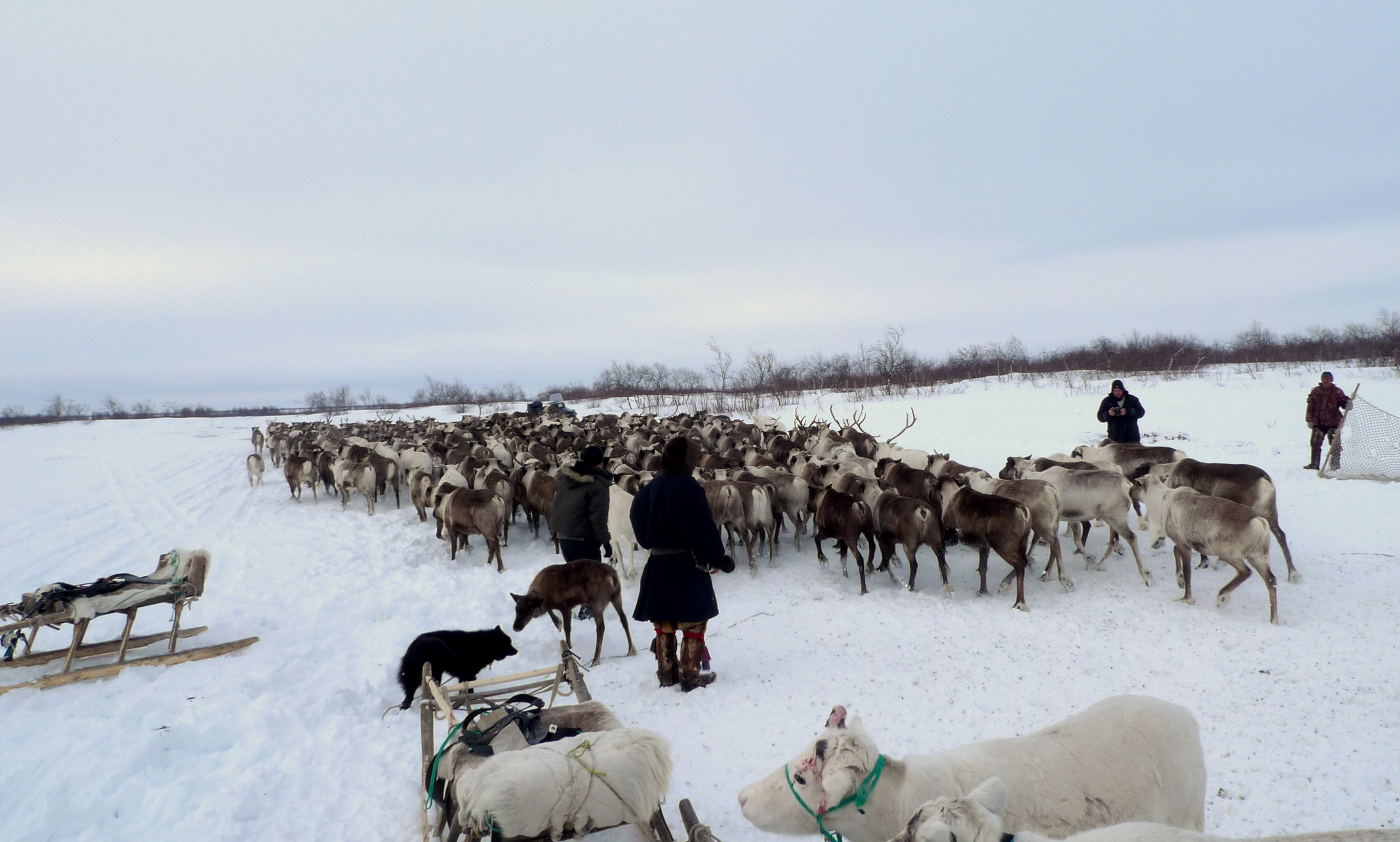
Стадо одомашненных северных оленей в Ненецком АО

В 1990 году в РСФСР было 2304 тыс. оленей, к 2000 году поголовье в России сократилось до 1244 тыс. оленей, а в 2010 году составило 1553 тыс. голов. Большая часть поголовья в 2010 году приходилась на Ямало-Ненецкий автономный округ (660 тыс. голов), Якутию (201 тыс.), Чукотский автономный округ (198 тыс.) и Ненецкий автономный округ (166 тыс.). В 2025 году сообщалось, что численность оленей в Западной Сибири составляла 630 тысяч голов, а нормальная оленеёмкость региона была 367 тысяч голов. По состоянию на 1 января 2011 года оленеводство существовало в 19 регионах РФ: в Амурской, Архангельской, Иркутской, Магаданской, Мурманской, Новосибирской и Сахалинской областях, в Забайкальском, Камчатском, Красноярском и Хабаровском краях, в Ненецком, Ханты-Мансийском, Чукотском и Ямало-Ненецком автономных округах, в республиках Бурятия, Коми, Тува и Якутия. По состоянию на 1 января 2011 года 67,5 % оленьего поголовья РФ принадлежало сельскохозяйственным предприятиям. Доля частных оленей колебалась в зависимости от региона от 0,5 до 100 %.
Поголовье марала, сибирского подвида вапити, главным образом сосредоточено в Республике Алтай и четырёх районах Алтайского края. Фермы по разведению пятнистого оленя расположены в Приморском, Ставропольском и Краснодарском краях, а также в Калининградской области и в Кабардино-Балкарии.
В ноябре 2024 году в Оленекском районе Якутии был введен режим чрезвычайного положения муниципального характера из-за увода домашних оленей дикими северными оленями Таймырской популяции. Для помощи в защите стад животноводческих предприятий были сформированы дополнительные бригады охотников и оленеводов.